# Charles-Joseph Natoire

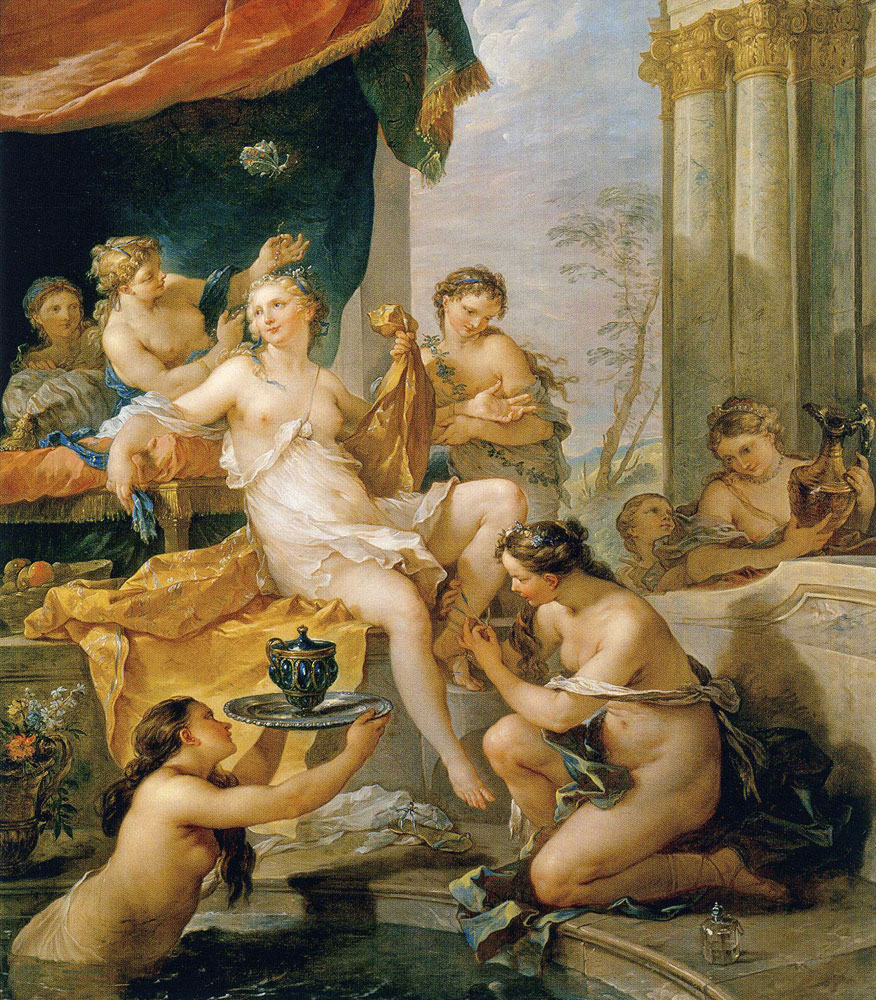
Toaleta Psyche (1735)

Charles-Joseph Natoire (ur. 3 marca 1700 w Nîmes, zm. 23 sierpnia 1777 w Castel Gandolfo) – francuski malarz i rytownik okresu rokoka, nadworny malarz Ludwika XV.
Był uczniem Louisa Galloche’a (1670–1761) i François Lemoyne’a (1688–1737). W latach 1723–1729 kształcił się w Rzymie. W 1734 został członkiem Królewskiej Akademii Malarstwa i Rzeźby, w 1737 jej profesorem. W 1751 objął stanowisko Akademii Francuskiej w Rzymie.
Malował portrety, kompozycje mitologiczne i religijne, projektował kartony do tapiserii, wykonywał dekoracje ścienne (m.in. w pałacu wersalskim). Głównym jego dziełem jest dekoracja malarska (8 obrazów) owalnego salonu w Hôtel Soubise w Paryżu – Historia Psyche (1737–1739).
Jego uczniem był m.in. Jean-Baptiste Greuze.

## Niektóre dzieła
- Adam i Ewa wygnani z raju (1740), Metropolitan Museum of Art, Nowy Jork
- Bachus i Ariadna (ok. 1742), 91 × 120 cm, Ermitaż, Sankt Petersburg
- Kupidyn ostrzący strzałę (1750), 55,5 × 42,5 cm, Ermitaż, Sankt Petersburg
- Toaleta Psyche (1735), 198 × 169 cm, Museum of Art, Nowy Orlean
- Triumf Bachusa (1747), 199 × 225 cm, Luwr, Paryż
- Zdjęcie z krzyża (1755), 320 × 240 cm, Katedra Saint-Jean, Besançon